# 弗拉讷堡
弗拉讷堡（法語：Frasne-le-Château，法語發音：[fʁan lə ʃato]）是法国上索恩省的一个市镇，属于沃苏勒区。

## 地理
弗拉讷堡（47°27'46"N, 5°53'38"E）面积12.5 平方千米，位于法国勃艮第-弗朗什-孔泰大區上索恩省，该省份为法国东部内陆省份，北起顺时针与孚日省、贝尔福地区省、杜省、汝拉省、科多尔省和上马恩省接壤。
与弗拉讷堡接壤的市镇（或旧市镇、城区）包括：拉韦尔诺特、莱巴蒂、埃特雷勒和拉蒙布勒斯、维莱舍曼和蒙莱塞特雷勒、瓦斯莱和格拉绍、沃勒蒙斯洛。

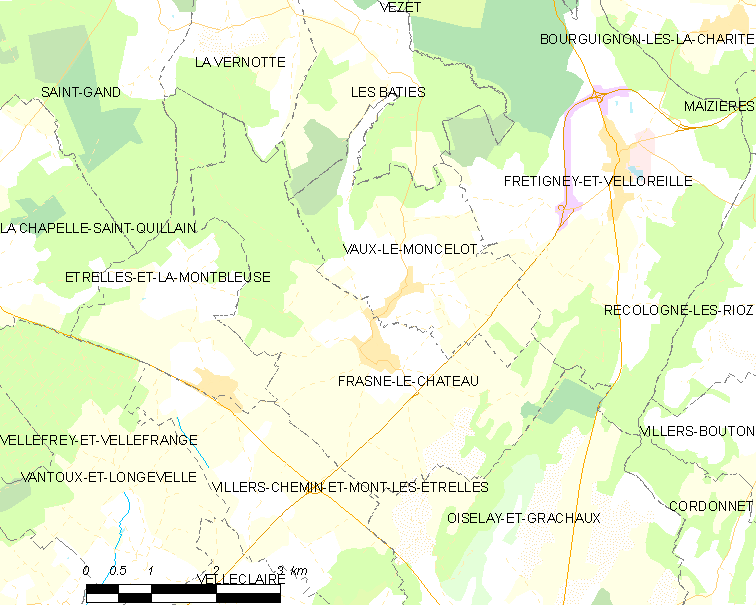
弗拉讷堡的OSM定位图

弗拉讷堡的时区为UTC+01:00、UTC+02:00（夏令时）。

## 行政
弗拉讷堡的邮政编码为70700，INSEE市镇编码为70253。

## 政治
弗拉讷堡所属的省级选区为索恩河畔塞和圣阿尔班县。

## 人口

1962-2008年间弗拉讷堡人口变化图示

弗拉讷堡于2022年1月1日时的人口数量为292人。